# Стайківська волость
Стайківська волость — адміністративно-територіальна одиниця Київського повіту Київської губернії.
Станом на 1900 рік складалася з 4 сіл. Населення — 13383 осіб (6651 чоловічої статі та 6732 — жіночої).
|                     | Площа, десятин | У тому числі орної, десятин |
| ------------------- | -------------- | --------------------------- |
| Сільських громад    | 11959          |                             |
| Приватної власності | —              | —                           |
| Казенної власності  | —              | —                           |
| Іншої власності     | 254            |                             |
| Загалом             | 12213          | 6583                        |

Поселення волості:
- Витачів — за 57 верст від повітового міста, 2518 осіб, 308 дворів, православна церква, церковно-парафіяльна школа, 16 вітряків, 2 кузні, 3 цегельні, 1 маслобійня.
- Стайки - за 62 версти від повітового міста, 4441 особа, 421 двір, православна церква, однокласна народна школа, земська пошта, 3 цегельні, 39 вітряків, 2 водяних млини, 3 топчатих млини, 5 кузень, 3 маслобійні. 9 разів на рік проводилися ярмарки.
- Стрітівка - за 70 верст від повітового міста, 3053 особи, 267 дворів, 2 православних церкви, церковно-парафіяльна школа, 24 вітряки, топчатий млин, кузня, 3 маслобійні.
- Халеп'я - за 54 версти від повітового міста, 3125 осіб, 253 двори, православна церква, церковно-парафіяльна школа, 3 цегельні, 18 вітряків, 2 кузні.